# Касымов, Миржамол Мирджалолович
Миржамол Мирджалолович Касымов (узб. Mirjamol Mirjalolovich Qosimov) — узбекистанский футболист, полузащитник клуба «АГМК».
Отцом Миржамола Касымова является известный советский и узбекистанский футболист, ныне тренер — Мирджалол Касымов.

## Карьера
Является воспитанником ташкентского «Бунёдкора». С 2011 года начал привлекаться в основную команду клуба. До сегодняшнего времени выступает за «Бунёдкор». В 2015 году им интересовалось киевское «Динамо», и Миржамол Касымов некоторое время бывал в Киеве для просмотра и тренировок. В январе 2016 года некоторое время участвовал в сборах и товарищеских матчах клуба «Алмалык».
В 2015 году в составе молодёжной сборной участвовал на чемпионате мире 20 лет и сыграв четыре матча забил один гол.